# Chèo thuyền tại Đại hội Thể thao Đông Nam Á 2011
Chèo thuyền tại Đại hội Thể thao Đông Nam Á năm 2011 diễn ra từ ngày 14 đến 17 tháng 11 năm 2011 tại khu vực Lake Cipule, Karawang, Tây Java, Indonesia.
Môn thi đấu này quy tụ hơn 70 vận động viên từ các quốc gia như Indonesia, Malaysia, Myanmar, Philippines, Singapore, Thái Lan và Việt Nam tranh tài ở các nội dung tiêu biểu như thuyền đơn (single sculls), thuyền đôi (double sculls), thuyền bốn người (coxless four) và thuyền tám người (coxed eight). 
Có tổng cộng 11 nội dung tranh huy chương, trong đó 6 nội dung cho nam và 5 nội dung cho nữ. Đoàn thể thao Việt Nam, Thái Lan và chủ nhà Indonesia đều giành được 3 huy chương vàng.

## Kết quả

### Bảng huy chương
| Hạng               | Đoàn               | Vàng | Bạc | Đồng | Tổng số |
| ------------------ | ------------------ | ---- | --- | ---- | ------- |
| 1                  | Việt Nam           | 3    | 4   | 2    | 9       |
| 2                  | Thái Lan           | 3    | 3   | 3    | 9       |
| 3                  | Indonesia          | 3    | 1   | 1    | 5       |
| 4                  | Myanmar            | 1    | 2   | 1    | 4       |
| 5                  | Philippines        | 1    | 1   | 1    | 3       |
| 6                  | Singapore          | 0    | 0   | 2    | 2       |
| 7                  | Malaysia           | 0    | 0   | 1    | 1       |
| Tổng số (7 đơn vị) | Tổng số (7 đơn vị) | 11   | 11  | 11   | 33      |

### Tóm tắt kết quả

#### Nam
| Nội dung                                   | Vàng | Bạc | Đồng |
| ------------------------------------------ | --- | --- | --- |
| Thuyền đơn                                 | Nestor Ison Cordova · Philippines | Chaichana Thakum · Thái Lan | Aung Ko Min · Myanmar |
| Thuyền đôi                                 | Thái Lan · Chaichana Thakum · Ruthtanaphol Theppibal                                                                                                  | Philippines · Benjamin Tolentino · Rodriguez Jose Turingan | Việt Nam · Lương Đức Toàn · Nguyễn Phương Đông |
| Thuyền đôi không có người cầm lái          | Việt Nam · Đường Thanh Bình · Nguyễn Đình Huy | Myanmar · Saw Wai Hlam · Myint San | Malaysia · Ahmad Huzaifah · Muhammad Aliff Abd Halid |
| Thuyền tám có người cầm lái                | Indonesia · Iswandi · Jarudin · Mochamad Ali Darta Lakiki · Ramdan Deny Prakasa · Thomas Hallatu · Agus Budi Aji · Ketut Sukasna · Jamaluddin · Ihram | Việt Nam · Nguyễn Thế Phòng · Đường Thanh Bình · Nguyễn Đình Huy · Nguyễn Văn Sơn · Nguyễn Văn Nguyên · Trần Đăng Dũng · Vũ Đình Quyền · Lương Đức Toàn · Nguyễn Văn Linh | Thái Lan · Anon Malun · Methasit Phromphoe · Pongsakorn Phoomsakon · Somporn Mueangkhot · Nopphadol Sangthuang · Leam Kangnok · Tawee Khaenwongkham · Pongsakorn Poomkaew · Pittaya Meebun |
| Thuyền đôi hạng nhẹ                        | Thái Lan · Ruthtanaphol Theppibal · Leam Kangnok | Indonesia · Ihram · Jamaluddin | Philippines · Edgar Recana Ilas · Amposta Alvin Lopez |
| Thuyền bốn không có người cầm lái hạng nhẹ | Indonesia · Muhad Yakin · Ihram · Mochamad Ali Darta Lakiki · Agus Budi Aji                                                                           | Việt Nam · Nguyễn Thế Phòng · Nguyễn Văn Sơn · Vũ Đình Quyền · Trần Đăng Dũng                                                                                             | Thái Lan · Leam Kangnok · Porntawat Inlee · Channarong Pholkaew · Sajja Heamhern |

#### Nữ
| Nội dung                                   | Vàng                                                                  | Bạc                                                                                                | Đồng                                                                                       |
| ------------------------------------------ | --------------------------------------------------------------------- | -------------------------------------------------------------------------------------------------- | ------------------------------------------------------------------------------------------ |
| Thuyền đơn                                 | Phuttharaksa Neegree · Thái Lan                                       | Phạm Thị Huệ · Việt Nam                                                                            | Saiyidah Aisyah · Singapore                                                                |
| Thuyền đôi không có người cầm lái          | Việt Nam · Phạm Thị Thảo · Trần Thị Sâm                               | Myanmar · Than Than Nwe · Shwe Zin Latt                                                            | Singapore · Saiyidah Aisyah · Joanna Chan Lai Cheng                                        |
| Thuyền bốn không có người cầm lái          | Việt Nam · Phạm Thị Huệ · Trần Thị Sâm · Phạm Thị Hài · Phạm Thị Thảo | Thái Lan · Phuttharaksa Neegree · Bussayamas Phaengkathok · Parinyaphorn Rerkdee · Urailak Rongsak | Indonesia · Wahyuni · Sitti Hasnah · Julianti · Wa Ode Fitri Rahmanjani                    |
| Thuyền đôi hạng nhẹ                        | Myanmar · Than Than Nwe · Shwe Zin Latt                               | Thái Lan · Bussayamas Phaengkathok · Phuttharaksa Neegree                                          | Việt Nam · Nguyễn Thị Hữu · Phạm Thị Hài                                                   |
| Thuyền bốn không có người cầm lái hạng nhẹ | Indonesia · Ratna · Femy Batuwael · Sri Rahayu Masi · Yayah Rokayah   | Việt Nam · Nguyễn Thị Hồng · Hoàng Thị Phượng · Lê Thị An · Bùi Thị Nhất                           | Thái Lan · Varaporn Monchai · Nichakul Nukooltham · Kanya Tachuenchit · Photchani Phutmuen |

## Kết quả chi tiết

### Thuyền đơn
| Hạng   | Vận động viên            | Thời gian |
| Heat 1 | Heat 1                   | Heat 1    |
| ------ | ------------------------ | --------- |
| 1      | Chaichana Thakum (THA)   | 7:35.510  |
| 2      | Yeong Wai Mun (SIN)      | 7:58.910  |
| 3      | Aung Ko Min (MYA)        | 8:05.610  |
| 4      | Mazlie (MAS)             | 8:06.770  |
| Heat 2 |                          |           |
| 1      | Nextor Ison Cordov (PHI) | 7:41.900  |
| 2      | Anang Mulyana (INA)      | 7:54.490  |
| 3      | Luong Duc Toan (VIE)     | 8:24.390  |

| Hạng | Vận động viên        | Thời gian |
| ---- | -------------------- | --------- |
| 1    | Aung Ko Min (MYA)    | 8:13.420  |
| 2    | Yeong Wai Mun (SIN)  | 8:19.920  |
| 3    | Anang Mulyana (INA)  | 8:24.710  |
| 4    | Mazlie (MAS)         | 8:48.140  |
| 5    | Luong Duc Toan (VIE) | 9:09.670  |

#### Chung kết
16 tháng 11
| Hạng | Vận động viên | Thời gian |
| ---- | ------------- | --------- |
| 1    |               |           |
| 2    |               |           |
| 3    |               |           |
| 4    |               |           |

#### Thuyền đôi không có người cầm lái
| Hạng   | Vận động viên     | Thời gian |
| Heat 1 | Heat 1            | Heat 1    |
| ------ | ----------------- | --------- |
| 1      | Indonesia (INA)   | 7:09.220  |
| 2      | Philippines (PHI) | 7:20.650  |
| 3      | Myanmar (MYA)     | 7:45.330  |
| 4      | Malaysia (MAS)    | 7:48.610  |
| Heat 2 |                   |           |
| 1      | Thailand (THA)    | 7:13.940  |
| 2      | Vietnam (VIE)     | 7:59.930  |
| 3      | Singapore (SIN)   | 8:34.610  |

| Hạng | Vận động viên     | Thời gian |
| ---- | ----------------- | --------- |
| 1    | Vietnam (VIE)     | 8:00.420  |
| 2    | Myanmar (MYA)     | 8:09.450  |
| 3    | Philippines (PHI) | 8:15.480  |
| 4    | Singapore (SIN)   | 8:19.540  |
| 5    | Malaysia (MAS)    | 8:29.860  |

##### Chung kết
16 tháng 11
| Hạng | Vận động viên | Thời gian |
| ---- | ------------- | --------- |
| 1    |               |           |
| 2    |               |           |
| 3    |               |           |
| 4    |               |           |

#### Thuyền bốn không có người cầm lái hạng nhẹ
| Hạng   | Vận động viên   | Thời gian |
| Heat 1 | Heat 1          | Heat 1    |
| ------ | --------------- | --------- |
| 1      | Indonesia (INA) | 6:28.950  |
| 2      | Vietnam (VIE)   | 6:32.200  |
| 3      | Malaysia (MAS)  | 6:45.880  |
| 4      | Myanmar (MYA)   | 6:54.700  |
| 5      | Thailand (THA)  | 6:56.510  |

| Hạng | Vận động viên | Thời gian |
| ---- | ------------- | --------- |
| 1    |               |           |
| 2    |               |           |
| 3    |               |           |
| 4    |               |           |

### Nữ

#### Thuyền bốn người chèo đôi
| Hạng   | Vận động viên   | Thời gian |
| Heat 1 | Heat 1          | Heat 1    |
| ------ | --------------- | --------- |
| 1      | Vietnam (VIE)   | 6:57.850  |
| 2      | Thailand (THA)  | 7:11.030  |
| 3      | Indonesia (INA) | 7:17.380  |
| 4      | Myanmar (MYA)   | 7:36.150  |

| Hạng | Vận động viên | Thời gian |
| ---- | ------------- | --------- |
| 1    |               |           |
| 2    |               |           |
| 3    |               |           |
| 4    |               |           |

#### Thuyền đôi không có người cầm lái
| Hạng   | Vận động viên   | Thời gian |
| Heat 1 | Heat 1          | Heat 1    |
| ------ | --------------- | --------- |
| 1      | Vietnam (VIE)   | 8:03.770  |
| 2      | Indonesia (INA) | 8:13.930  |
| 3      | Myanmar (MYA)   | 8:14.530  |
| 4      | Thailand (THA)  | 8:36.170  |
| 5      | Malaysia (MAS)  | 9:01.400  |
| 6      | Singapore (SIN) | 9:11.660  |

| Hạng | Vận động viên | Thời gian |
| ---- | ------------- | --------- |
| 1    |               |           |
| 2    |               |           |
| 3    |               |           |
| 4    |               |           |